# Europsko prvenstvo u rukometu za žene – Danska 2002.
Europsko prvenstvo u rukometu za žene 2002. se održalo od 6. do 15. prosinca 2002. u Danskoj.

## Konačni poredak
1. Danska
2. Norveška
3. Francuska
4. Rusija
5. Mađarska
6. Jugoslavija
7. Rumunjska
8. Češka
9. Austrija
10. Slovenija
11. Njemačka
12. Ukrajina
13. Španjolska
14. Nizozemska
15. Švedska
16. Bjelorusija